# Baseball Confederation of Oceania
La Baseball Confederation of Oceania (BCO) è l'organo che governa il baseball in Oceania, ed una delle cinque zone della International Baseball Federation. La sede della BCO è situata a Melbourne, Australia.
È una associazione internazionale, fondata nel 1989, che riunisce 14 federazioni nazionali di baseball in Oceania, e, come organo di governo, è responsabile del controllo e dello sviluppo del baseball in Oceania. Inoltre, promuove, supervisiona e dirige le competizioni oceaniche a livello di club e di squadre nazionali, e gli arbitri oceaniani internazionali.

## Nazioni aderenti
- Australia - Australian Baseball Federation
- Figi - Fiji Islands Baseball & Softball Association
- Guam - Guam Baseball Federation
- Isole Cook - Baseball & Softball Cook Islands Association
- Isole Marianne Settentrionali - Saipan Baseball League
- Isole Marshall - Republic of the Marshall Islands Baseball Federation
- Isole Salomone - Solomon Islands Baseball Federation
- Micronesia - Federated States of Micronesia Baseball Federation
- Nuova Caledonia - Ligue Calédonienne de Baseball & Softball
- Nuova Zelanda - Baseball New Zealand
- Palau - Palau Baseball Federation
- Papua Nuova Guinea - Papua New Guinea Baseball Federation
- Samoa - Samoa Baseball Association
- Samoa Americane - American Samoa Baseball Association

## Competizioni organizzate
- Campionato oceaniano di baseball